# 細川利用
細川 利用（ほそかわ としもち）は、肥後新田藩の第9代藩主。

## 生涯
文化5年（1808年）2月12日、第7代藩主・細川利国の長男として生まれる。文化7年（1810年）に父が死去したとき、幼少の上に生母が側室だったために跡を継げなかったが、文化9年（1812年）3月に叔父で第8代藩主の利愛の養子となり、天保4年（1833年）11月8日に利愛の隠居で跡を継いだ。同年12月に従五位下、能登守に叙任する。
男児のほとんどが早世し、残っていた三男の利祐も幼少のため、従弟（先代・利愛の三男）の利永を養子とし、安政3年（1856年）7月21日に家督を譲って隠居した。元治元年（1864年）5月16日に死去した。享年57。

## 系譜
子は4男4女
父母
- 細川利国（実父）
- 森田氏 - 側室（実母）
- 細川利愛（養父）

正室
- 宝子、清観院 - 戸田氏庸の娘

側室
- 山川氏
- 千代野氏
- 鈴木氏
- 西田氏
- 浦尾氏

子女
- 細川利祐（三男） 生母は清観院
- 鳳台院 - 細川慶前正室、生母は清観院

養子
- 細川利永 - 細川利愛の三男